# Дженні Клітч
Дженні Клітч (англ. Jenny Klitch; нар. 19 квітня 1965) — колишня американська тенісистка.
Здобула 1 одиночний титул туру WTA.
Найвищим досягненням на турнірах Великого шолома було 3 коло в одиночному розряді.

## Фінали Туру WTA

### Одиночний розряд (1-1)
| Результат | Дата                             | Турнір              | Рівень       | Покриття | Суперниця          | Рахунок  |
| --------- | -------------------------------- | ------------------- | ------------ | -------- | ------------------ | -------- |
| Перемога  | Virginia Slims of Nashville 1984 | Нашвілл, США        | Категорія 1+ | Тверде   | Пем Тігуарден      | 6–2, 6–1 |
| Поразка   | Гру 1986                         | Сан-Паулу, Бразилія | Категорія 1  | Ґрунт    | Вікі Нелсон-Данбар | 2–6, 6–7 |